# Lament
Lament es la cuarta recopilación de I've Sound, siendo a su vez el cuarto volumen de la serie "girls compilation". El disco se publicó a finales del año 2003, concretamente el día 4 de septiembre junto con Out flow, en una caja especial. Más tarde, el 30 de octubre de ese año fue lanzado individualmente. Este disco es una colección de canciones usadas en videojuegos para adultos, y cuenta con las intervenciones de las siguientes vocalistas: KOTOKO, Mami Kawada, Eiko Shimamiya, MELL, Kaori Utatsuki, MOMO y SHIHO.

## Canciones
1. SHIHO: Prey (Remix)(Canción de Nightmare 4,1)
Composición: Kazuya Takase
2. Eiko Shimamiya: Snow (Canción de apertura de Snow)
Letra: Studio Moebius
Composición: Kazuya Takase
3. KOTOKO: Face of fact (Canción de apertura de Baldr Force)
Letra: KOTOKO
Composición y arreglos: CG Mix
4. KOTOKO y Kaori Utatsuki: Save your heart (Canción de Chushaki)
Letra: KOTOKO
Composición: Kazuya Takase
5. KOTOKO: Kageri (遮光 〜かげり〜) (Canción de apertura de Coda Toge)
Letra: KOTOKO
Composición: Tomoyuki Nakazawa
Arreglos: Kazuya Takase
6. Kaori Utatsuki: Bokura ga Mimamoru Mirai (僕らが見守る未来) (Kanción de apertura de Hajirai)
Letra: KOTOKO
Composición: Tomoyuki Nakazawa
7. MOMO: Greedy (Canción de apertura de Shikkaku Ishii)
Letra: Aya Kiuchi
Composición: Kazuya Takase
8. KOTOKO: Feel in tears (Canción de apertura de Heart of hearts)
Letra: KOTOKO
Composición: Kazuya Takase
9. KOTOKO y Kaori Utatsuki: Natsukusa no senro (夏草の線路) (Canción original de Railway: Koko ni Aru Yume)
Letra: Tsukasa Mongamae
Composición: Kazuya Takase
Arreglos: Kazuya Takase y Tomoyuki Nakazawa
10. Healing leaf (Mami Kawada y Eiko Shimamiya): Ame ni utau ballad (雨に歌う譚詩曲) (Canción de apertura de Ame ni utau ballad  (A rainbow after the rain))
Letra: Tsukasa Mongamae
Composición: Kazuya Takase
11. Mami Kawada: I pray to stop my cry (Canción inserta en Ryōjoku Chikan Jigoku)
Letra: KOTOKO
Composición: Kazuya Takase
12. MELL: Kanashimi no hana (悲しみの花) (Canción de cierre de Ryōjoku Chikan Jigoku)
Composición: Kazuya Takase
13. KOTOKO: Lament (Canción original del disco)
Letra: KOTOKO
Composición: Kazuya Takase

- Datos: Q6148336